# سواتی ردی
سواتی ردی (به انگلیسی: Swathi Reddy) (زادۀ ۱۹ آوریل ۱۹۸۷ ) مجری تلویزیون و بازیگر هندی است که بیشتر در فیلم های تلوگو و برخی فیلم های تامیل و مالایالم فعالیت می کند.
از کارهای معروف او می‌توان به بازی در فیلم  هدف دوگانه و هشت‌پا اشاره کرد.

## فیلم‌شناسی
فیلم
| سال  | نام فیلم                             | نقش              | زبان     | نکات                     | مرجع  |
| ---- | ------------------------------------ | ---------------- | -------- | ------------------------ | ----- |
| ۲۰۰۵ | خطر                                  | لاکشمی           | تلوگو    | اولین بازی در فیلم تلوگو | [ ۲ ] |
| ۲۰۰۷ | کلمات زنان دارای معانی متفاوتی هستند | پوجا/ پراسونامبا | تلوگو    |                          |       |
| ۲۰۰۸ | سوبرامانیاپورام                      | تولاسی           | تامیل    | اولین بازی در فیلم تامیل | [ ۳ ] |
| ۲۰۰۸ | هشت‌پا                                | لاوانیا          | تلوگو    |                          |       |
| ۲۰۱۱ | دبیرستان گلکنده                      | آنجلی            | تلوگو    |                          |       |
| ۲۰۱۴ | کارتیکیا                             | ولی              | تلوگو    |                          | [ ۴ ] |
| ۲۰۱۵ | بز                                   | پینکی            | مالایالم |                          | [ ۵ ] |
| ۲۰۱۵ | هدف دوگانه                           | لیلا/بابوشکا     | مالایالم |                          |       |
| ۲۰۱۵ | جادوگر                               | دیپا             | تامیل    |                          | [ ۶ ] |
| ۲۰۱۵ | تریپورا                              | تریپورا          | تلوگو    |                          | [ ۷ ] |
| ۲۰۱۷ | مردانی از لندن                       | سوریاکانتام      | تلوگو    |                          |       |
| ۲۰۱۹ | فستیوال تریسور                       | وینی             | مالایالم |                          | [ ۹ ] |